# Nati nel 1929/Novembre
| Questa pagina contiene informazioni ricavate automaticamente dalle voci biografiche con l'ausilio del template Bio e di un bot. L'aggiornamento è periodico e automatico e ricostruisce completamente la pagina. Se manca una persona in questa lista, sei pregato di non aggiungerla, ma accertati piuttosto che la sua voce biografica contenga il template Bio e che i dati anagrafici siano correttamente compilati. Se il template Bio manca, inseriscilo tu stesso o, in alternativa, metti l'avviso {{tmp\|Bio}} che ne segnala la mancanza. Se i dati riportati sono sbagliati, correggi direttamente la voce biografica; le modifiche saranno visibili in questa lista entro pochi giorni. Per chiarimenti vedi il progetto biografie. La lista contiene solo le 183 persone che sono citate nell'enciclopedia e per le quali è stato implementato correttamente il template Bio. Pagina aggiornata al 18 ago 2025. |

- 1º novembre - George Brander, calciatore scozzese († 1995)
- 1º novembre - Jacques Carelman, illustratore, pittore e designer francese († 2012)
- 1º novembre - Josef Kloimstein, canottiere austriaco († 2012)
- 1º novembre - Ernst Lossa, tedesco († 1944)
- 1º novembre - Nicholas Mavroules, politico statunitense († 2003)
- 1º novembre - Ričard Nikolaevič Viktorov, regista sovietico († 1983)
- 2 novembre - Rachel Ames, attrice statunitense
- 2 novembre - Amar G. Bose, ingegnere, imprenditore e docente statunitense († 2013)
- 2 novembre - Dino Coltro, scrittore e poeta italiano († 2009)
- 2 novembre - Guido De Guidi, politico italiano († 2020)
- 2 novembre - Germain Derycke, ciclista su strada belga († 1978)
- 2 novembre - Pierre Dupuis, illustratore e scrittore francese († 2004)
- 2 novembre - Vittorio Giovanelli, autore televisivo, dirigente d'azienda e saggista italiano
- 2 novembre - Carwyn James, rugbista a 15 e allenatore di rugby a 15 gallese († 1983)
- 2 novembre - Muhammad Rafiq Tarar, politico pakistano († 2022)
- 2 novembre - Richard Edward Taylor, fisico canadese († 2018)
- 3 novembre - Charles Antenen, calciatore svizzero († 2000)
- 3 novembre - Muhammad Abd-al-Rahman Barker, linguista, autore di giochi e scrittore statunitense († 2012)
- 3 novembre - Claudia Barrett, attrice statunitense († 2021)
- 3 novembre - Jan Brooijmans, calciatore olandese († 1996)
- 3 novembre - Giuseppe Buratti, ciclista su strada italiano († 2008)
- 3 novembre - Lucio Ceva, scrittore e storico italiano († 2016)
- 3 novembre - Oleg Grabar, storico dell'arte e archeologo francese († 2011)
- 3 novembre - Joe Johnson, giocatore di football americano statunitense († 2003)
- 3 novembre - Dušan Nenković, allenatore di calcio jugoslavo († 2007)
- 3 novembre - Morena Amabile Pagliai, politica italiana († 2017)
- 3 novembre - Edwin Richards, schermidore statunitense († 2012)
- 4 novembre - Anastasio, arcivescovo ortodosso greco († 2025)
- 4 novembre - Shakuntala Devi, saggista e astrologa indiana († 2013)
- 4 novembre - Riccardo Ehrman, giornalista italiano († 2021)
- 4 novembre - Rune Källqvist, pallanuotista svedese († 1994)
- 4 novembre - Shaike Ophir, attore e mimo israeliano († 1987)
- 4 novembre - Aleksandr Nikitič Romanov, nobile russo († 2002)
- 5 novembre - Lennart Johansson, dirigente sportivo svedese († 2019)
- 5 novembre - John Nettleton, attore britannico († 2023)
- 5 novembre - Marie-Josèphe Yoyotte, montatrice francese († 2017)
- 6 novembre - Pietro Adonnino, politico e avvocato italiano († 2013)
- 6 novembre - József Beca, allenatore di calcio e calciatore sovietico († 2011)
- 6 novembre - Bertrand Bouvier, traduttore, grecista e scrittore svizzero († 2025)
- 6 novembre - Silvio Brivio, ginnasta italiano († 2010)
- 6 novembre - Cosimo Ennio Masiello, politico italiano († 2018)
- 6 novembre - Vito Molinari, regista italiano († 2025)
- 6 novembre - Ferruccio Soleri, attore, drammaturgo e regista teatrale italiano
- 6 novembre - June Squibb, attrice statunitense
- 7 novembre - Benny Andersen, cantautore e pianista danese († 2018)
- 7 novembre - Stefano De Stefani, regista televisivo italiano
- 7 novembre - Peter Evans, musicologo britannico († 2018)
- 7 novembre - Eric Kandel, neurologo, psichiatra e neuroscienziato austriaco
- 7 novembre - Ruggero Mastroianni, montatore italiano († 1996)
- 7 novembre - Jesús de Polanco, imprenditore spagnolo († 2007)
- 8 novembre - Oleg Ivanovič Borisov, attore russo († 1994)
- 9 novembre - Piero Cappuccilli, baritono italiano († 2005)
- 9 novembre - Fiorenzo Facchini, antropologo e paleontologo italiano
- 9 novembre - Kazimir Hnatow, calciatore francese († 2010)
- 9 novembre - Imre Kertész, scrittore ungherese († 2016)
- 9 novembre - Aleksandra Pachmutova, musicista e compositrice russa
- 9 novembre - André Ruffet, ciclista su strada francese († 2011)
- 9 novembre - Matteo Spinola, attore italiano († 2006)
- 9 novembre - Adriaan Verhulst, medievista belga († 2002)
- 9 novembre - Jurij Stepanovič Čuljukin, regista e attore sovietico († 1987)
- 10 novembre - Tommy Banks, calciatore inglese († 2024)
- 10 novembre - Marilyn Bergman, paroliera statunitense († 2022)
- 10 novembre - Annibale Casabianca, fumettista e pittore italiano († 2019)
- 10 novembre - Mario Ceretto, imprenditore italiano († 1975)
- 10 novembre - Attilio D'Orazi, baritono italiano († 1990)
- 10 novembre - Mario Fumagalli, geografo italiano († 2019)
- 10 novembre - Helga Hošková-Weissová, artista ceca
- 10 novembre - Luisa Levi, italiana († 1945)
- 10 novembre - Carlos Moratorio, cavaliere argentino († 2010)
- 10 novembre - Ninón Sevilla, attrice e ballerina messicana († 2015)
- 10 novembre - Wout Wagtmans, ciclista su strada e pistard olandese († 1994)
- 11 novembre - LaVern Baker, cantante statunitense († 1997)
- 11 novembre - Hans Magnus Enzensberger, scrittore, poeta e traduttore tedesco († 2022)
- 11 novembre - André Le Dissez, ciclista su strada francese († 2018)
- 12 novembre - Adriano Corrente, calciatore italiano († 2017)
- 12 novembre - Michael Ende, scrittore tedesco († 1995)
- 12 novembre - Ríkharður Jónsson, allenatore di calcio e calciatore islandese († 2017)
- 12 novembre - Grace Kelly, attrice e modella statunitense († 1982)
- 12 novembre - Peter Lamont, scenografo e direttore artistico britannico († 2020)
- 12 novembre - Abdoulaye Seye Moreau, cestista, arbitro di pallacanestro e dirigente sportivo senegalese († 2020)
- 12 novembre - Francesco Pantaleoni, calciatore italiano († 2008)
- 12 novembre - Ivo Pavone, fumettista italiano († 2020)
- 12 novembre - Hind Rostom, attrice egiziana († 2011)
- 13 novembre - Paolo Borghi, pallavolista e dirigente sportivo italiano († 2016)
- 13 novembre - Ramón Echarren Istúriz, vescovo cattolico spagnolo († 2014)
- 13 novembre - Erich Pennekamp, pallanuotista tedesco († 2013)
- 13 novembre - Fred Phelps, avvocato e religioso statunitense († 2014)
- 13 novembre - Guido Verucci, storico e scrittore italiano († 2015)
- 14 novembre - Horst Janssen, artista tedesco († 1995)
- 14 novembre - Eduardo Vicente Mirás, arcivescovo cattolico argentino († 2022)
- 14 novembre - Ken Oxford, calciatore inglese († 1993)
- 14 novembre - Edoardo Speranza, politico italiano († 2014)
- 15 novembre - Luigi Amicarelli, calciatore italiano († 2020)
- 15 novembre - Ed Asner, attore statunitense († 2021)
- 15 novembre - Mario Colarossi, velocista italiano († 2010)
- 15 novembre - Louis Gantois, canoista francese († 2011)
- 15 novembre - Raghbir Lal, hockeista su prato indiano († 2025)
- 15 novembre - Don Lurio, ballerino, coreografo e cantante statunitense († 2003)
- 15 novembre - Régine Veronnet, ex schermitrice francese
- 16 novembre - Alberto Baruzzi, ex calciatore italiano
- 16 novembre - Carlo Raffaele Marcello, fumettista italiano († 2007)
- 16 novembre - Maurice Megennis, sollevatore britannico († 2020)
- 16 novembre - Dick Surhoff, cestista statunitense († 1987)
- 17 novembre - Silvano Ambrogi, scrittore e sceneggiatore italiano († 1996)
- 17 novembre - Gerrit Bijlsma, pallanuotista olandese († 2004)
- 17 novembre - Alfredo Davicce, imprenditore e dirigente sportivo argentino
- 17 novembre - Gorō Naya, doppiatore e attore giapponese († 2013)
- 17 novembre - Jimmy Reece, pilota automobilistico statunitense († 1958)
- 17 novembre - Ranko Žeravica, cestista e allenatore di pallacanestro jugoslavo († 2015)
- 18 novembre - Gianna D'Angelo, soprano statunitense († 2013)
- 18 novembre - Giorgio Fanan, collezionista d'arte e bibliografo italiano († 2025)
- 18 novembre - Louise J. Kaplan, psicoanalista e scrittrice statunitense († 2012)
- 18 novembre - Pat Lawson, cestista e golfista canadese († 2019)
- 18 novembre - John McMartin, attore statunitense († 2016)
- 18 novembre - Hans Mezger, ingegnere e progettista tedesco († 2020)
- 19 novembre - James Lee Barrett, sceneggiatore e paroliere statunitense († 1989)
- 19 novembre - Aram Boghossian, ex nuotatore brasiliano
- 19 novembre - Enzo Boschetti, presbitero italiano († 1993)
- 19 novembre - Norman Cantor, scrittore e medievista canadese († 2004)
- 19 novembre - Giorgio Celiberti, pittore e scultore italiano
- 19 novembre - Etchika Choureau, attrice francese († 2022)
- 19 novembre - Giorgio Cori, ex calciatore italiano
- 19 novembre - Giuseppe Ferralasco, politico e medico italiano († 1986)
- 19 novembre - Giuseppe Galasso, storico, giornalista e politico italiano († 2018)
- 19 novembre - Jack Kelsey, calciatore gallese († 1992)
- 20 novembre - Sossio Giametta, filosofo, traduttore e giornalista italiano († 2024)
- 20 novembre - Tonatiuh Gutiérrez, nuotatore messicano († 2000)
- 20 novembre - Jerry Hardin, attore statunitense
- 20 novembre - Liviu Nagy, cestista rumeno († 1999)
- 20 novembre - Gabriel Ochoa Uribe, allenatore di calcio e calciatore colombiano († 2020)
- 20 novembre - Milkha Singh, velocista indiano († 2021)
- 20 novembre - Matthew Tawo Mbu, politico nigeriano († 2012)
- 21 novembre - Benedetto De Angelis, ex calciatore e allenatore di calcio italiano
- 21 novembre - Marilyn French, scrittrice statunitense († 2009)
- 21 novembre - Mikael Imru, politico etiope († 2008)
- 22 novembre - Isa Barzizza, attrice italiana († 2023)
- 22 novembre - Eugenio Benedetti, imprenditore e filantropo italiano
- 22 novembre - Ben Helfgott, sollevatore e attivista britannico († 2023)
- 22 novembre - Ursula Knab, velocista tedesca († 1989)
- 22 novembre - David Rosenhan, docente statunitense († 2012)
- 23 novembre - Manfred M. Junius, musicista e compositore tedesco († 2004)
- 23 novembre - Gloria Lynne, cantante statunitense († 2013)
- 23 novembre - Kirby Minter, cestista statunitense († 2009)
- 23 novembre - Bruce Petty, fumettista, scultore e regista australiano († 2023)
- 23 novembre - Mario Poltronieri, giornalista, telecronista sportivo e pilota automobilistico italiano († 2017)
- 23 novembre - Vigen, attore e cantante iraniano († 2003)
- 23 novembre - Skip Wolters, pallanuotista singaporiano († 2003)
- 24 novembre - Maria Anna Calabretta Manzara, funzionaria e politica italiana († 2019)
- 24 novembre - Jack Hogan, attore statunitense († 2023)
- 24 novembre - John Henry Johnson, giocatore di football americano statunitense († 2011)
- 24 novembre - Viktor Koršunov, attore sovietico († 2015)
- 24 novembre - George Moscone, politico statunitense († 1978)
- 24 novembre - Carlo Peroni, fumettista italiano († 2011)
- 24 novembre - Eric Till, regista britannico
- 25 novembre - Ralph Midgley, linguista britannico († 2024)
- 26 novembre - Slavko Avsenik, compositore e musicista sloveno († 2015)
- 26 novembre - Italo Mazzola, politico e sindacalista italiano († 2007)
- 26 novembre - Beppe Modenese, dirigente d'azienda italiano († 2020)
- 26 novembre - Betta St. John, attrice statunitense († 2023)
- 27 novembre - Eric Bell, calciatore inglese († 2012)
- 27 novembre - Roberto Costanzo, politico e saggista italiano
- 27 novembre - Giorgio Questa, organista italiano († 2010)
- 28 novembre - Giorgio Calabrese, paroliere e autore televisivo italiano († 2016)
- 28 novembre - Marino Corder, politico italiano († 1988)
- 28 novembre - Berry Gordy, produttore discografico statunitense
- 28 novembre - Keijo Hynninen, cestista finlandese († 2020)
- 28 novembre - Paul Fouad Naïm Tabet, arcivescovo cattolico libanese († 2009)
- 29 novembre - Giorgio Agnelli, imprenditore italiano († 1965)
- 29 novembre - Yerker Andersson, educatore e attivista svedese († 2016)
- 29 novembre - Pietro Cimatti, poeta, scrittore e pittore italiano († 1991)
- 29 novembre - Anna Laura Messeri, attrice teatrale, regista teatrale e docente italiana († 2024)
- 29 novembre - Oriano Quilici, arcivescovo cattolico italiano († 1998)
- 29 novembre - Giuseppe Santamato, ex calciatore italiano
- 29 novembre - Massimo Valentini, giornalista italiano († 1984)
- 29 novembre - Giancarlo Vitali, pittore italiano († 2018)
- 30 novembre - Doğan Babacan, arbitro di calcio e calciatore turco († 2018)
- 30 novembre - Hildor Arnold Barton, storico statunitense († 2016)
- 30 novembre - Dick Clark, conduttore televisivo, conduttore radiofonico e imprenditore statunitense († 2012)
- 30 novembre - Joan Ganz Cooney, produttrice televisiva statunitense
- 30 novembre - Peter Krieger, calciatore tedesco († 1981)
- 30 novembre - Antonio Mazzi, presbitero, educatore e attivista italiano
- 30 novembre - Andrea Raggio, politico italiano († 2013)
- 30 novembre - Sepp Wäsche, attore e doppiatore tedesco († 2002)